# 이정근 (1990년)
이정근(1990년 2월 2일 ~ )는 대한민국의 축구 선수로, 포지션은 미드필더이다.